# Јекатерина Рјабова
Јекатерина Васиљевна Рјабова (рус. Екатерина Васильевна Рябова; Касимов, 14. јул 1921 — Москва, 9. децембар 1974), совјетски пилот-навигатор, учесница Великог отаџбинског рата и херој Совјетског Савеза.

## Биографија
Рођенa je 14. јула 1921. године у једном селу у близини Касимова у Рјзањској губернији. Након завршетка средње школе, уписала је механику на Математичком факултету Московског државног универзитета. Студирала је на истој групи са касније познатим женама-пилотима и херојима Совјетског Савеза — Јевдокијом Паско, Јевгенијом Рудњевном и Антоњином Зупковом.
Октобра 1941. године је послата на курс авио-навигације у војну пилотску школу у граду Енгелс, након чега је ступила је у 588. ноћни бомбардерски пук. Крајем маја 1942. године је била постављена за навигатора и послата је на фронт. Дуго је летела у групи Надежде Попове, са којом је постала блиска пријатељица. Године 1943. је постала члан Свесавезне комунистичке партије (бољшевика).
Октобра 1943. године заједно са Марином Чечневом је радила на обуци нових пилота. Јекатерина је обучавала навигаторе, а Марина пилоте. Била је навигатор ескадриле 46. гардијског ноћног бомбардерског авио-пука Четврте армије Другог белоруског фронта. Учествовала је у борбама за ослобођење Кавказа, Белорусије и Пољске. За исказану храброст у ратним операцијама Указом Прездијума Врховног својета СССР-а 23. фебруара 1945. године је проглашена за хероја Совјетског Савеза.
Месец дана након завршетка рата, 10. јуна 1945. године удала се за двоструког Хероја Совјетског Савеза и генерал-мајора авијације Григорија Сивкова, с којом се упознала на фронту. У браку са њим добила је двоје ћерке — Наталију, рођену 1947. и Ирину, 1952. године. Након демобилизације из Совјетске армије, вратила се на факултет и наставила студије. Учествовала је у друштвеним активностима и током студирања на Московском универзитету је путовала је са студентским делегацијама у Француску, Италију, Финску, Кореју и Бугарску.
Године 1948. Екатерина је дипломирала на Машинско-математичком факултету и потом је похађала постдипломске студије код професора Халила Рахматулина. Године 1951. је успешно одбранила тезу и докторирала у области физике и математике. Предавала је на Московском институту природних наука. Од 1963. до 1972. године је била ванредни професор на Катедри за теоријску механику Војне инжењерске академије „Дзержински”.
Умрла је 12. септембра 1974. године у Москви и сахрањена у московском гробљу Новодевичје.

## Одликовања
Јекатерина Рјабова је била добитница неколико признања и одликовања Совјетског Савеза. Приликом добијања звања Хероја Совјетског Савеза, 1945. године је аутоматски била одликована Орденом Лењина. Поред тога, одликована је:
- Орденом црвене звезде, којим је одликована 1942. године
- Орденом црвене заставе, којим је одликована 1943. године
- Орденом Отаџбинског рата првог реда, којим је одликована 1944. године